# Список хет-триков чемпионатов Европы по футболу

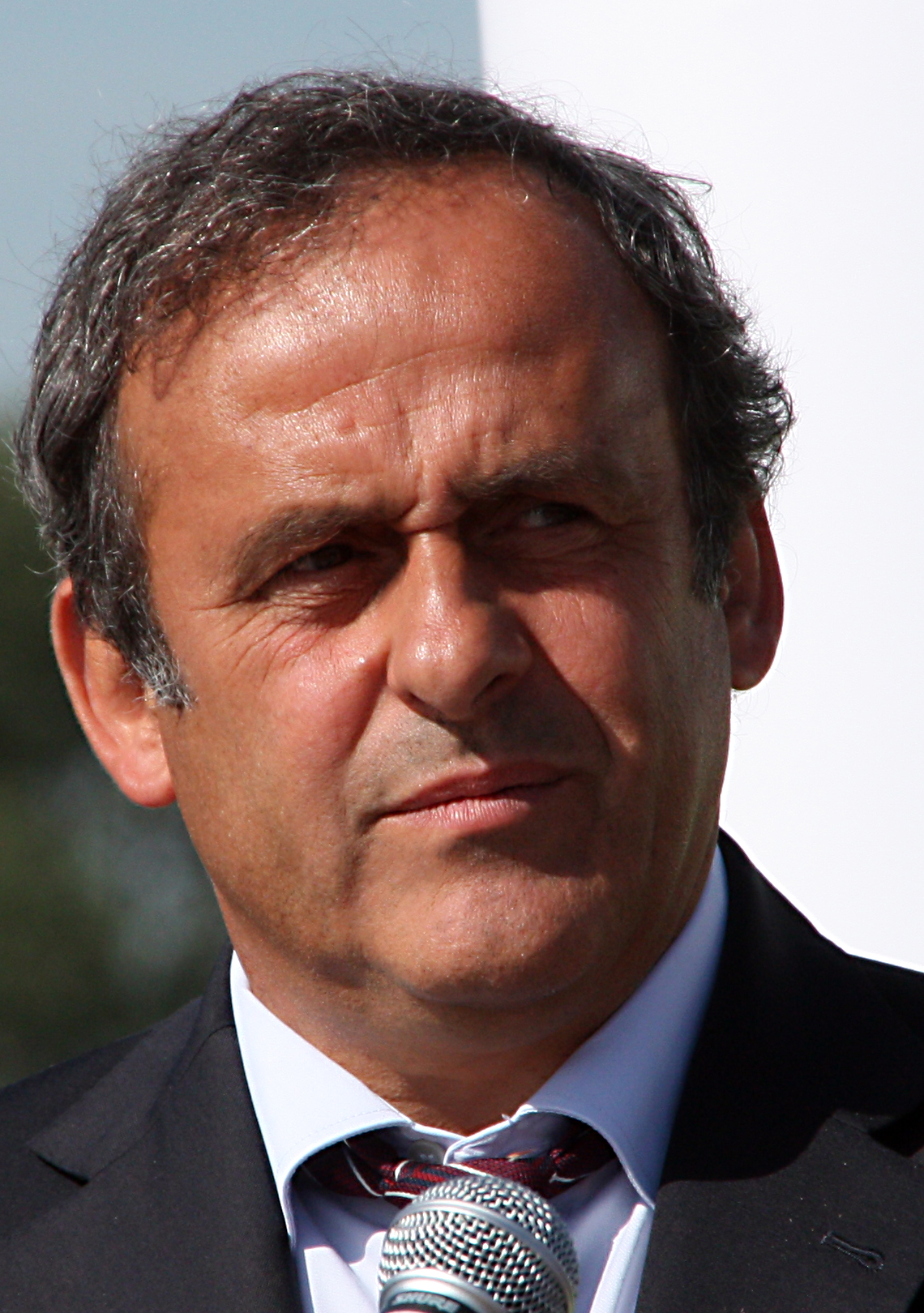
Мишель Платини на Евро 1984 сделал два «хет-трика».

Данная статья представляет собой список футболистов, сделавших «хет-трик» в одном матче финального турнира чемпионата Европы (матчи отборочных соревнований не учитываются).
Первый хет-трик в истории чемпионата Европы сделал игрок сборной ФРГ Дитер Мюллер, отпраздновавший данный успех 17 июня 1976 года в матче с командой Югославии.
Мишель Платини на чемпионате Европы 1984 сделал два хет-трика в матчах против Бельгии и Югославии. Всего на том турнире он забил 9 мячей.
Шесть игроков которые делали «хет-трик», становились лучшими бомбардирами турнира.
На данный момент за всю историю чемпионата Европы было забито 8 хет-триков.

## Список хет-триков
| # | Игрок            | Страна     | Соперник   | Счёт[a] | Дата         | Чемпионат Европы | Прим. |
| - | ---------------- | ---------- | ---------- | ------- | ------------ | ---------------- | ----- |
| 1 | Дитер Мюллер     | ФРГ        | Югославия  | 4:2     | 17 июня 1976 | Евро 1976        | [ 1 ] |
| 2 | Клаус Аллофс     | ФРГ        | Нидерланды | 3:2     | 14 июня 1980 | Евро 1980        | [ 2 ] |
| 3 | Мишель Платини   | Франция    | Бельгия    | 5:0     | 16 июня 1984 | Евро 1984        | [ 3 ] |
| 4 | Мишель Платини   | Франция    | Югославия  | 3:2     | 19 июня 1984 | Евро 1984        | [ 3 ] |
| 5 | Марко ван Бастен | Нидерланды | Англия     | 3:1     | 15 июня 1988 | Евро 1988        | [ 4 ] |
| 6 | Сержиу Консейсау | Португалия | Германия   | 3:0     | 20 июня 2000 | Евро 2000        | [ 5 ] |
| 7 | Патрик Клюйверт  | Нидерланды | Югославия  | 6:1     | 25 июня 2000 | Евро 2000        | [ 5 ] |
| 8 | Давид Вилья      | Испания    | Россия     | 4:1     | 10 июня 2008 | Евро 2008        | [ 6 ] |